# ۳۳۰ (قمری)
۳۳۰ (قمری)، سیصد و سی‌امین سال در گاهشماری هجری قمری است. اول محرم این سال برابر با اول اکتبر سال ۹۴۱ میلادی است.